# Porno Riviste
PornoRiviste è un gruppo musicale italiano punk rock, formatosi nel 1992.

## Storia
Il gruppo si costituisce nel 1992 a Venegono Superiore (VA) ed è composto inizialmente da Tommi Marson, Marco Mortillaro, Filippo Vegezzi (ideatore del nome). La formazione definitiva si ha con l'inserimento di Umberto Faganelli, "Rambo" e Daniele Marceca "Dani". Successivamente Rambo lascia il posto a Alberto Bregolin "Becio". Le loro prime canzoni vengono pubblicate nel demo-tape Chi non combatte cade (c.n.c.c.), nel dicembre del 1995. Poco dopo viene prodotto Sogni e incubi. A partire da questo lavoro vengono prodotti dalla Tube Records. Nel 1997 esce Cosa facciamo?. Segue un tour in Veneto, Liguria, Piemonte, Emilia-Romagna, Svizzera e Lombardia, spesso dividendo il palco con gruppi come i Punkreas.
Nel 1999 registrano uno split con i Pay e si dedicano al loro secondo lavoro: Fino alla fine. Subito dopo l'uscita del CD il batterista "Rambo" viene sostituito dal "Becio", ex KillJoint. Sempre nello stesso anno esce la ristampa di Sogni e Incubi e vengono pubblicate alcune loro canzoni in compilation e sul Sampler di Rock Sound del febbraio 2000.
Le PornoRiviste decidono di ristampare il primo CD, che prende il nome di Sogni, incubi & la cosa inutile, con alcuni vecchi brani rimasterizzati, e altri riregistrati e riadattati.
Nel 2001 esce il disco Codice a sbarre, seguito da un accordo per l'organizzazione dei concerti con la Bloom Agency che li porterà ad effettuare circa 100 concerti in un anno e mezzo. Lo stesso anno Tommi Marson e Marco Mortillaro prendono parte al side-project Sbirri, pubblicando il disco omonimo. Nel 2006 danno vita al progetto solista Tommi e Gli Onesti Cittadini. Il 4 maggio dello stesso anno esce il DVD, con un filmato di diversi concerti (montati dallo Due Effe) e di foto tra retroscena e viaggi. Riprendono anche i concerti dal vivo con il Tube Punk Festival, portando in tour una scaletta rivisitata con molti pezzi dei precedenti album (non eseguiti dal vivo da molto tempo).
Il 18 maggio 2007 pubblicano, in contemporanea con l'inizio di un tour, l'album La seconda possibilità, composto da undici brani.
Nel 2009 annunciano una pausa che durerà fino al febbraio 2012, quando il gruppo annuncia l'uscita dell'album Le Funebri Pompe. Il lavoro, che viene messo in commercio il successivo 27 marzo ed è curato da Gianluca Amendolara, vede Kino sostituire alla chitarra Dani, che preferisce dedicarsi alla sua nuova band, gli Yokoano. Nel frattempo però la formazione ha avuto un ulteriore chitarrista, Stefano "Loste" Morandini, che dopo aver registrato un paio di tracce dell'album lascerà spazio al Kino il quale concluderà le registrazioni e prenderà poi parte al successivo tour.
Nell'estate 2015 annunciano un tour per un numero di date limitato, alla fine del quale la band rimane inattiva.
Dopo quattro anni di silenzio la band torna con alla chitarra Daniele nell'estate 2019, per una mini esibizione esclusiva di tre canzoni ad un concerto organizzato per beneficenza, precedendo nella stessa serata i Punkreas.

## Formazione

### Attuale
- Tommi Marson – voce, chitarra (1992-2009; 2012-2015; 2019)
- Marco Mortillaro – basso, voce (1992-2009; 2012-2015; 2019)
- Daniele Marceca – chitarra, voce (1994-2009; 2019)
- Alberto Bregolin – batteria (1999-2009; 2012-2015; 2019)

### Ex componenti
- Filippo Vegezzi - chitarra (1992-1994)
- Rambo – batteria (1992-1999)
- Marco "Kino" Deregibus – chitarra, cori (2011-2015)
- Stefano "Loste" Morandini - chitarra, cori (2011-2012)

## Discografia

### Album in studio
- 1997 – Cosa facciamo?
- 1999 – Fino alla fine
- 2000 – Sogni, incubi e...la cosa inutile
- 2001 – Codice a sbarre
- 2003 – Tensione 16
- 2007 – La seconda possibilità
- 2012 – Le Funebri Pompe

### Split
- 1999 – Porno Riviste / Pay

### Demo
- 1995 – CNCC
- 1996 – Sogni e incubi

## Videografia

### Album video
- 2006 – Pornoriviste